# 瓦利布魯克 (紐約州)
瓦利布魯克（英語：Valley Brook）是位於美國紐約州蒙哥馬利縣的非建制地區。

## 地理
瓦利布魯克所處的海拔為高於海平面123米（即404英呎），而該地所採用的時區為UTC-5，即北美东部时区（EST）。同時該地設有夏令時間，為UTC-5調快一小時，即UTC-4（EDT）。